# Наствольницы
Наствольницы (лат. Xylota) — род мух-журчалок из подсемейства Eristalinae. В состав этого рода ранее включали ныне самостоятельные роды Brachypalpoides и Chalcosyrphus.

## Описание
Мухи с удлинённым телом, похожие на пилильщиков. Брюшко или полностью чёрное или с жёлтыми или серыми пятнами. Ноги на большем протяжении чёрные. Личинки развиваются в гнилой древесине

## Виды
Виды рода:
- Xylota abiens Meigen, 1822
- Xylota amamiensis Shiraki,1968
- Xylota analis Williston, 1887
- Xylota angustiventris Loew, 1866
- Xylota annulifera Bigot, 1884
- Xylota argoi Shannon, 1926
- Xylota azurea (Fluke, 1953)
- Xylota barbata (Loew, 1864)
- Xylota bicolor Loew, 1864
- Xylota caeruleiventris Zetterstedt, 1838
- Xylota caerulifrons Bigot, 1884
- Xylota confusa Shannon, 1926
- Xylota coquilletti Hervé-Bazin, 1914
- Xylota ejuncida Say, 1824
- Xylota filipjevi (Stackelberg, 1952)
- Xylota flavifrons Walker, 1849
- Xylota flavitibia Bigot, 1884
- Xylota florum (Fabricius, 1805)
- Xylota flukei (Curran, 1941)
- Xylota fo Hull, 1944
- Xylota hinei (Curran, 1941)
- Xylota ignava (Panzer, 1798)
- Xylota isokoae (Shiraki, 1968)
- Xylota jakutorum Bagatshanova, 1980
- Xylota lapsa (Mutin, 1990)
- Xylota lovetti Curran, 1925
- Xylota meigeniana Stackelberg, 1964
- Xylota micrura (Curran, 1941)
- Xylota naknek Shannon, 1926
- Xylota nartshukae Bagatshanova, 1984
- Xylota nebulosa Johnson, 1921
- Xylota ouelleti (Curran, 1941)
- Xylota quadrimaculata Loew, 1866
- Xylota rainieri Shannon, 1926
- Xylota scutellarmata Lovett, 1919
- Xylota segnis Linnaeus, 1758)
- Xylota sibirica (Loew, 1871)
- Xylota stigmatipennis Lovett, 1919
- Xylota subfasciata Loew, 1866
- Xylota suecica (Ringdahl, 1943)
- Xylota sylvarum Linnaeus, 1958) typus
- Xylota tarda Meigen, 1822
- Xylota triangularis Zetterstedt, 1838
- Xylota tuberculata (Curran, 1941)
- Xylota umbrosa Violovitsh, 1975
- Xylota xanthocnema Collin, 1939